# Lijst van voetbalinterlands Joegoslavië - Slowakije
Deze lijst van voetbalinterlands is een overzicht van alle officiële voetbalwedstrijden tussen de nationale teams van Joegoslavië en Slowakije. De landen speelden twee keer tegen elkaar. De eerste ontmoeting, een kwalificatiewedstrijd voor het Wereldkampioenschap voetbal 1998, werd gespeeld in Belgrado op 8 juni 1997. Het laatste duel, de returnwedstrijd in dezelfde kwalificatiereeks, vond plaats op 10 september 1997 in Bratislava.

## Wedstrijden
| № | Plaats     | Datum             | Competitie           | Wedstrijd               | Uitslag |
| - | ---------- | ----------------- | -------------------- | ----------------------- | ------- |
| 1 | Belgrado   | 8 juni 1997       | WK 1998 kwalificatie | Joegoslavië – Slowakije | 2 – 0   |
| 2 | Bratislava | 10 september 1997 | WK 1998 kwalificatie | Slowakije – Joegoslavië | 1 – 1   |

## Samenvatting
| Competitie      | Totaal gespeeld | Winst Joegoslavië | Gelijk | Winst Slowakije | Doelsaldo Joegoslavië – Slowakije |
| --------------- | --------------- | ----------------- | ------ | --------------- | --------------------------------- |
| WK-kwalificatie | 2               | 1                 | 1      | 0               | 3 − 1                             |
| Totaal          | 2               | 1                 | 1      | 0               | 3 − 1                             |

## Details

### Eerste ontmoeting
| WK 1998 kwalificatie (Belgrado, Joegoslavië, 8 juni 1997): |              | |
| Joegoslavië | 2 – 0        | Slowakije |
| Dejan Savićević 17' Predrag Mijatović 75' | goals        | |
| Slobodan Santrač | bondscoach   | Jozef Jankech |
| Ivica Kralj Zoran Mirković Goran Đorović Slaviša Jokanović Miroslav Đukić Siniša Mihajlović Vladimir Jugović Dejan Savićević 88' Predrag Mijatović Dragan Stojković Albert Nađ 69' | opstellingen | Ladislav Molnár Marián Zeman Miroslav Karhan 46' Róbert Tomaschek Vladimír Kinder Dušan Tittel Igor Bališ Marek Špilár 80' Tibor Jančula 66' Jozef Majoroš Ľubomír Moravčík |
| Ljubinko Drulović 69' Dejan Govedarica 88' | wissels      | 46' Július Šimon 66' Szilárd Németh 80' Jozef Kožlej |
| Goran Djorović ??' | gele kaarten | ??' Marián Zeman |

### Tweede ontmoeting
| WK 1998 kwalificatie (Bratislava, Slowakije, 10 september 1997): |              | |
| Slowakije | 1 – 1        | Joegoslavië |
| Jozef Majoroš 65' | goals        | 80' Siniša Mihajlović |
| Jozef Jankech | bondscoach   | Slobodan Santrač |
| Ladislav Molnár Ivan Kozák Marek Špilár Róbert Tomaschek Vladimír Kinder Dušan Tittel Igor Bališ 71' Vladislav Zvara 84' Tibor Jančula Jozef Kožlej 82' Jozef Majoroš | opstellingen | 63' Dragoje Leković Zoran Mirković Goran Đorović Slaviša Jokanović Miroslav Đukić 67' Albert Nađ Vladimir Jugović Dragan Stojković Siniša Mihajlović Dejan Savićević Predrag Mijatović |
| Marek Ujlaky 71' Ľubomír Luhový 82' Július Šimon 84' | wissels      | 63' Aleksandar Kocić 67' Ljubinko Drulović |
| Vladislav Zvara 78' | gele kaarten | 34' Albert Nađ 59' Zoran Mirković |